# 潘焯鴻
潘焯鴻（英語：Jason Chuk-Hung Poon，1969年12月7日—）是建築工程商人、時事評論員和政治人物，現為「中科監察」主席及「香港方略」首席研究員，出生於香港，在香港城市大學獲法律碩士，倫敦南岸大學工程管理學士，經常被傳媒稱為“沙中綫事件吹哨者”。
潘焯鴻在2018年揭發鐵路興建時有人故意違規地剪短大批鋼筋，造成安全禍患，雖成功令香港政府下令修葺，卻因此同時與香港鐵路和禮頓亞洲等集團及若干官員交惡，其中科興業等公司及個人的財務狀態亦從此每況愈下。
潘焯鴻曾經先後隸屬公民黨及自由黨陣營，亦用獨立身份參加過區議會、選委會及立法會之選舉，均告落敗。除此以外，他還義務監督建造業界，其範疇包括打擊樓宇大維修之貪污和圍標、追究工業傷亡責任及曝光偷工減料祕密等，因而在政在商皆樹敵無數，法律糾紛不斷。

## 政治立場
潘焯鴻被視為中間派，政治光譜偏黃。但他亦表示不想用「中間派」這個詞形容自己，認為該詞「俾湯家驊用到濫哂」。
於2011年香港區議會選舉後，加入自由黨但未有積極参與黨內事務，曾對建制派作出猛烈批評，至2018年7月因沙中綫事件退黨。之後，他對於自己屬於甚麼派別的說法，有多次變化。
2020年中，他表示自己屬於淺黃，但不屬泛民和建制派兩個版塊，又批評親北京派是應聲蟲，泛民主派則食六四老本。坊間有人說他跟田北俊過從甚密，他說很反感這種分類，強調田北俊的希望聯盟，只是其中一個推薦者。他並非本土派或者素人，他不信任初選，視之為一個泛民主派的權謀。他亦反對政治界說的議會攬炒，指出如果財政預算案被否決，特首就一定解散立法會，結果只是進一步加大特首權力，未來可能連文件和帳目都無權再看，監察機構將會消失。
但在2021年11月底，接受專訪時，他自言是「民主派」，因為民主、人權、自由、法治等等普世價值是他的政治信仰；以及「良知派」，因他一見到不公義的事、破壞香港核心價值的「契弟」就會發聲批評，但去到2021年12月初又說自己不看黃藍，因為他看事件是黑白分明。
在2021年12月初的清談節目上及12月選舉前夕，潘焯鴻再被質問所屬黨派。潘稱他自己有一段時間撐公民黨、民主黨，但都令他失望。他表示自己不再「每事立場行先」，而是「是非黑白行先」，指事情不應用顏色來分，亦不想用黃藍去分。
不過，就悼念六四問題，他就表示支持容許市民繼續有此權利，又表示自己在1989年北京民運時都有冒住打風去新華社前集會。但他被質疑沒有回應網媒於2021年香港立法會選舉期間，就平反六四等問題的問卷；他在選舉後的檔案記錄，指他認為六四本來就是歷史、改變不了的事實，悼念應該獲得自由地繼續。
他也支持《港區國安法》本地立法，但指要條文清晰、市民接受。

## 相關事件

### 揭發沙中綫偷工減料 與港鐵及禮頓對簿公堂
於港鐵沙中線紅磡站月台建築工程中，中科興業為分判商之一，事件期間潘焯鴻高調接受多間媒體訪問，被公眾視為「吹哨者」。潘及後向壹週刊透露，他自2015起發聲揭發後，被人恐嚇、家人亦被跟蹤。原本政府及港鐵工程養活起大半間公司的中科，及後僅餘的工程更被中斷及拖數，更有不少執法部門摸上門多番撤查，但潘焯鴻堅持不向政權屈服。
民建聯立法會議員蔣麗芸則於事件期間，質疑潘是「政治中人」，批評潘過去經常攻擊建制派，說法連部份部份親北京派議員都不敢苟同。雖然如此，包括自由黨在內的親北京派仍然一致反對引用特權法成立專責委員會調查沙中綫紅磡站擴建月台工程及相關事宜一事，最終動議被否決。

### 2019冠狀病毒病疫情
2020年3月，潘焯鴻在公司專頁透露，將在土耳其設廠生產口罩。潘焯鴻又批評，口罩荒是政府弄出來的危機，目的為建制派助選。早期他曾與田北俊合力派口罩，又曾到印尼搜購口罩，但卻因質素差，決定於土耳其自家生產，同時，生產線亦獲得田北俊資助。口罩其後正式命名為「諾翹」，口罩原材料由2020年7月2日起，改用台灣生產的材料製造。

### 揭發港大宿舍地盤工程 被承建商控誹謗
2023年6月25日，潘焯鴻揭發香港大學「西高山校園重建計劃」興建期間出現石屎問題，包括多個結構柱混凝土出現空洞鋼筋外露，部份橫樑內石屎結構柱有蜂巢狀和空洞。校方發聲明證實早在4月底已經發現相關問題，並向承建商精進建築發出4份現場備忘錄和一封警告信，但情況並無明顯改善。到6月初與承建商開會後已更換負責混凝土工序的團隊和監督。到7月4日，承建商「精進建築」入稟高等法院，控告潘焯鴻及其公司誹謗，要求法庭下令，禁止被告以任何形式發布誹謗性言論及致歉等。潘焯鴻認為該形容「同樣是誹謗」，表示將進行反索償，重申不會妥協。

## 選舉記錄

### 2011年區議會選舉
2011年區議會選舉，潘焯鴻於大角咀北選區出戰，但最終只得485票，不敵民建聯及工聯會支持的劉柏祺以及公民黨支持的王嘉盈。
在選舉之前，潘焯鴻曾以業主身份跟進大角咀私人住宅港灣豪庭公共開放空間議題。業主在購入物業前曾獲告知屋苑平台屬私人範圍，但該處後來被地政總署劃為公共開放空間。後潘調查後發現發展商承諾捐出「公共休憩空間」，換取更多地積比率，同樣情況亦在全港多區出現，變成業主支付管理費，維持一個公共空間。當時潘焯鴻連同一批業主成立工作小組，批評發展商恒基地產把屋苑的平台開放成公共空間，指恒基在售樓廣告中標榜花園是私人範圍，要求將花園變回私人花園，並要求政府公開所有類似情況的土地。

### 2020年立法會選舉
2020年3月，潘焯鴻被指有意於來屆立法會選舉中出戰九龍西選區，及後潘承認考慮參選，坦言自己對現屆政府非常不滿，稱過去一年多都有人(例如田北俊)鼓勵他參選，而經COVID-19疫情後，社會需要更多有能人士承擔責任，立法會應該有一個有「獨特見解」的議員。而他過去與政府、港鐵交手不斷，「戰鬥力」已十分強，但被問到會否與田北俊合組名單，則未有決定。而田北俊之後回應，指包括潘焯鴻在內多人都曾接觸他。

### 2021年選舉委員會選舉
2021年8月，潘焯鴻報名參加宗教界中的「天主教香港教區」代表。根據選舉制度，如指明的六個宗教團體並沒有示明獲提名人的按優先次序排列，選舉主任會以抽籤方式，決定由該團體的獲提名人，補足該獲配席位數目的優先次序。天主教香港教區多達40人報名，最終潘焯鴻落選。

### 2021年立法會選舉

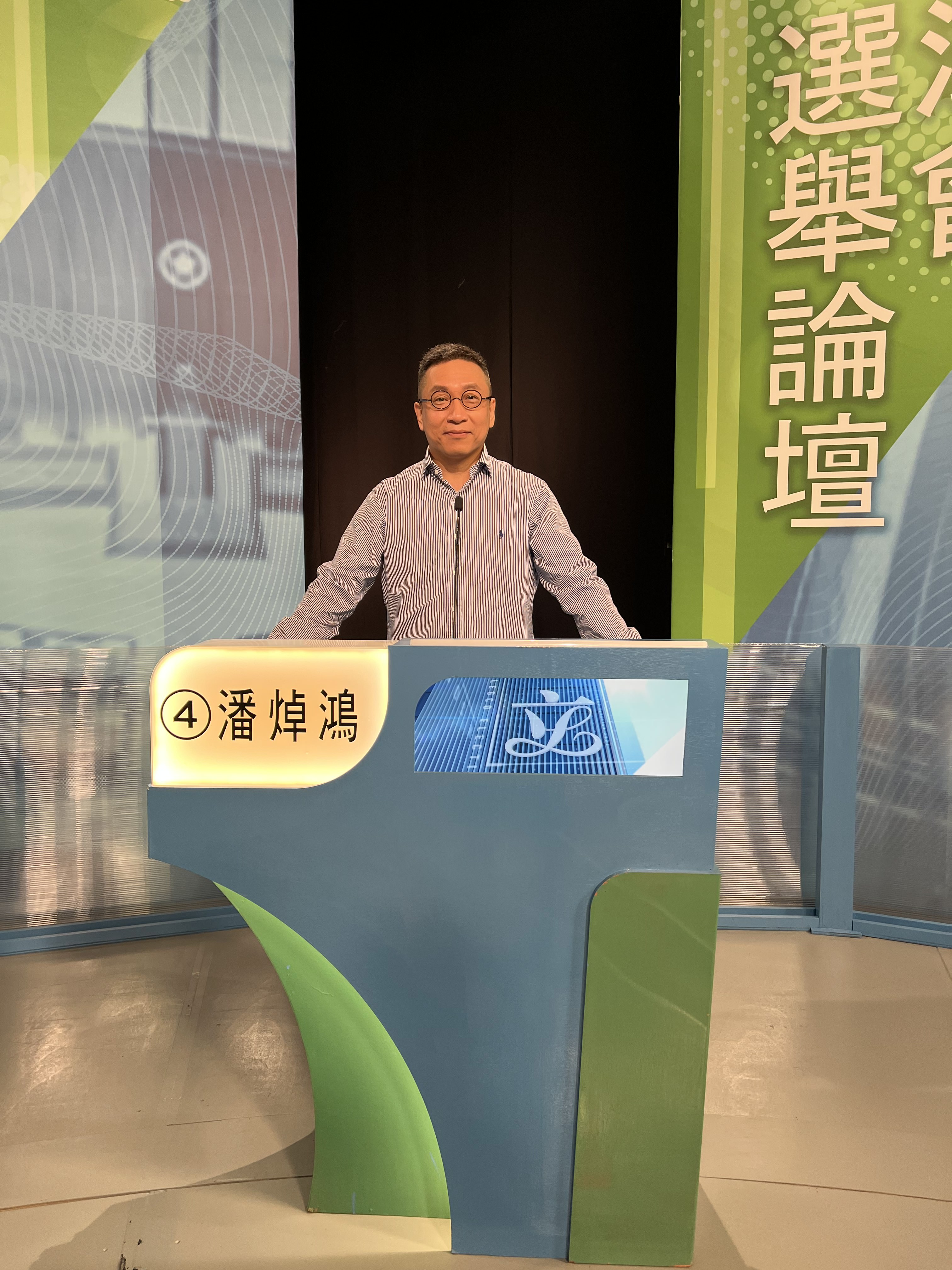
潘焯鴻 於2021年12 月3日出席《立法會選舉論壇》

2021年11月，潘焯鴻表示正積極考慮參選立法會換屆選舉，出戰九龍西選區；及後改為參選有三名建制派候選人同場的港島東選區，對手包括民建聯梁熙、新民黨廖添誠和工聯會吳秋北。
潘焯鴻在選舉期間曾表示，選舉民主成分絕對不高，但認為不可放棄，不可讓議會「清一色」。對政制發展方面，他認為希望每屆立法會至少有一次政改方案，真正做到《基本法》所寫的「循序漸進」，又支持最終方案包含公民提名元素，但就有其他候選人質疑不符《基本法》。另外他亦主張特赦於反修例運動中，被政治檢控的人士，指長期監禁刑罰覆核委員會，對已判了長刑期的人在基本法第48條12款，行使赦免的權力，做法得到部分支持參選的民主派認同，但就被一些親中派批評。
他是選港島東選區唯一自我定位為非建制派的候選人，加上之前於自由黨出身，又得到一些個別民主派同親中派同時支持，亦因此被三名傳統親中派圍攻，指他是政治變色龍。他就形容自己是大衛，在聖經故事面對歌利亞，大衛不是用武力，之前一個人面對8名歌利亞，在立法會就算面對89人，都會用真理說服他們。他批評親中派候選人不斷談政治、不談民生，在民生議題上亦「不熟書」，又就民建聯梁熙「服務29年」文宣，和對方有所罵戰。他亦就公民提名是否符合《基本法》的問題強勢挑戰親中派，又揚言得票要比吳秋北高。
另外，由於民主黨副主席梁翊婷為潘焯鴻站台，違犯黨內商議後的決定，結果黨主席羅健熙批評，指她違反黨內機制，做法令黨友嚴重質疑誠信。
此外，他的政綱也包括樂齡科技，希望支持長者日常生活。
在一個未有披露機構背景的民調入面，潘焯鴻被指同吳秋北一同領先對手，二人的支持度分別約為一成半。不過，他就指自己選情不樂觀，因為自己資源不多，選舉氣氛低迷。而在選舉日前，香港民意研究所公佈最後一份民意調查結果，指十個地方選區中，港島東是兩個仍未有「勝算較高」候選人選區之一，在選舉後公佈潘焯鴻曾獲 49% 支持；然而選舉結果潘焯鴻以獲14,435票落選。過後，潘焯鴻指因無法說服選民投票，故他無意再參選。

## 資料來源
1. ↑  . 立場新聞 Stand News.   [2021-12-16]. （原始内容存档于2021-12-16）.
2. 1 2  吳婉英. .   [2020-05-07]. （原始内容存档于2021-12-07）.
3. ↑  馬煒傑, 倪清江. . 香港01. 2023-06-28  [2024-09-15]. （原始内容存档于2024-09-15） （中文（香港））.
4. 1 2  立場新聞. . 立場新聞. 立場新聞.   [2021-11-15]. （原始内容存档于2021-11-22）.
5. ↑  . 獨立媒體. 2020-07-13  [2024-03-09]. （原始内容存档于2024-03-09）.
6. 1 2  鄭榕笛. .   [2020-05-07]. （原始内容存档于2019-02-03）.
7. ↑  立場新聞. .   [2020-05-07]. （原始内容存档于2021-01-17）.
8. ↑  林劍. . 香港01. 2021-11-30  [2021-12-02]. （原始内容存档于2021-12-13） （中文（香港））.
9. 1 2  . Now 新聞.   [2021-12-06]. （原始内容存档于2021-12-06） （中文（香港））.
10. 1 2   (報紙新聞). 明報 (明報). 2021-12-11  [2021-12-11]. （原始内容存档于2021-12-29） （中文）.
11. ↑  . 明報. 2021-12-14  [2021-12-14]. （原始内容存档于2021-12-29） （中文）.
12. ↑  . 明報新聞網 - 每日明報 daily news.   [2021-12-05]. （原始内容存档于2021-12-06） （中文（繁體））.
13. ↑  . 眾新聞. 2021-12-04  [2021-12-04] （中文）.[]
14. ↑  潘焯鴻. . 2021-12-23 （中文）.
15. 1 2  羅家晴. . 香港01. 2021-12-02  [2021-12-02]. （原始内容存档于2021-12-02） （中文（香港））.
16. ↑  . 壹週刊. 2020-07-01  [2020-07-17]. （原始内容存档于2020-08-10）.
17. ↑  .   [2020-05-07].
18. 1 2  . 立場新聞 Stand News.   [2021-12-05]. （原始内容存档于2021-12-05）.
19. ↑  . inews.hket.com.   [2021-04-22]. （原始内容存档于2021-04-22）.
20. ↑  自由時報電子報. . 自由時報電子報. 2020-11-10  [2021-04-22]. （原始内容存档于2021-04-22）.
21. ↑  . 香港01. 2023-06-26  [2023-06-26]. （原始内容存档于2023-07-08）.
22. ↑  . Now新聞台. 2023-06-26  [2023-06-26]. （原始内容存档于2023-06-26）.
23. ↑  . 法庭線. 2023-07-05  [2023-07-07]. （原始内容存档于2023-07-07）.
24. ↑  . 香港01. 2018-06-28  [2021-11-17]. （原始内容存档于2021-12-29）.
25. ↑  Emily. .   [2020-05-07]. （原始内容存档于2020-03-07）.
26. ↑  .   [2024-09-26]. （原始内容存档于2021-08-29）.
27. ↑  . 2021-08-11  [2021-11-17]. （原始内容存档于2021-12-29）.
28. ↑  沙半山. . 香港01. 2021-12-15  [2021-12-15]. （原始内容存档于2021-12-16） （中文（香港））.
29. ↑  林劍. . 香港01. 2021-11-28  [2021-12-01]. （原始内容存档于2021-12-01） （中文（香港））.
30. ↑  林劍. . 香港01. 2021-12-06  [2021-12-07]. （原始内容存档于2021-12-19） （中文（香港））.
31. ↑  . 明報新聞網 - 即時新聞 instant news.   [2021-12-13]. （原始内容存档于2021-12-13） （中文（繁體））.
32. ↑  林劍. . 香港01. 2021-12-14  [2021-12-14]. （原始内容存档于2021-12-14） （中文（香港））.
33. ↑  . 信報即時新聞.   [2021-12-13]. （原始内容存档于2021-12-13）.
34. ↑  頭條日報. . 頭條日報 Headline Daily.   [2021-12-16]. （原始内容存档于2021-12-16） （中文（香港））.
35. ↑  文維廣. . 香港01. 2021-12-13  [2021-12-14]. （原始内容存档于2021-12-16） （中文（香港））.
36. ↑  . 明報新聞網 - 每日明報 daily news.   [2021-12-03]. （原始内容存档于2021-12-10） （中文（繁體））.
37. ↑  . Now 新聞.   [2021-12-06]. （原始内容存档于2021-12-06） （中文（香港））.
38. ↑  無綫新聞. . news.tvb.com.   [2021-12-04]. （原始内容存档于2021-12-04）.
39. ↑  . 立場新聞 Stand News.   [2021-12-16]. （原始内容存档于2021-12-17）.
40. ↑  . hd.stheadline.com.   [2021-12-16]. （原始内容存档于2021-12-16）.
41. ↑  無綫新聞. . news.tvb.com.   [2021-12-04]. （原始内容存档于2021-12-04）.
42. ↑  吳倬安. . 香港01. 2021-12-05  [2021-12-05]. （原始内容存档于2021-12-12） （中文（香港））.
43. ↑  周皓宜. . 香港01. 2021-12-11  [2021-12-11]. （原始内容存档于2021-12-12） （中文（香港））.
44. ↑  . 明報. 2021-12-18  [2021-12-29]. （原始内容存档于2021-12-29）.
45. ↑  林劍. . 香港01. 2021-12-21  [2021-12-22]. （原始内容存档于2021-12-22） （中文（香港））.
46. ↑  . www.info.gov.hk.   [2021-12-20]. （原始内容存档于2021-12-21）.
47. ↑  周禮希. . 香港01. 2021-12-23  [2021-12-26]. （原始内容存档于2021-12-26） （中文（香港））.

## 外部連結
- 潘焯鴻的Facebook專頁
- 中科監察的Facebook專頁 （页面存档备份，存于）
- 中科媒體的Facebook專頁